# Уряд Беніну
Уряд Беніну — вищий орган виконавчої влади Беніну.

## Голова уряду
- Прем'єр-міністр — Паскаль Купакі (англ. Pascal Koupaki).

## Кабінет міністрів
Склад чинного уряду подано станом на 3 жовтня 2014 року.
| Логотип | Міністерство                                                                                               | Міністр                                                 | Фото | Час на посаді | Час на посаді | Партія | Партія | Вебсайт |
| ------- | --- | ------------------------------------------------------- | ---- | ------------- | ------------- | ------ | ------ | ------- |
|         | Міністерство вищої та професійної освіти                                                                   | Алассане Джимба Суману (Alassane Djimba Soumanou)       |      |               |               |        |        |         |
|         | Міністерство внутрішніх справ, державної безпеки і релігії                                                 | Доссу Коджо (Dossou Codjo)                              |      |               |               |        |        |         |
|         | Міністерство державної вищої освіти і наукових досліджень                                                  | Франсуа Адебайо Абіола (Francois Adebayo Abiola)        |      |               |               |        |        |         |
|         | Міністерство екології, санітарії, житла і міського розвитку                                                | Крістіан Соссухунто (Christian Sossouhounto)            |      |               |               |        |        |         |
|         | Міністерство економіки і фінансів                                                                          | Комі Кутче (Komi Koutche)                               |      |               |               |        |        |         |
|         | Міністерство енергетики, нафти, мінеральних ресурсів, внутрішніх вод і розвитку відновлювальної енергетики | Бартелемі Касса (Barthelemy Kassa)                      |      |               |               |        |        |         |
|         | Міністерство житлово-комунального господарства і транспорту                                                | Натонде Аке (Natonde Ake)                               |      |               |               |        |        |         |
|         | Міністерство зв'язку та інформаційних технологій                                                           | Жан Дансу (Jean Dansou)                                 |      |               |               |        |        |         |
|         | Міністерство зносин з державними установами                                                                | Густав Сонон (Gustave Sonon)                            |      |               |               |        |        |         |
|         | Міністерство закордонних справ, африканської інтеграції, франкофонії та бенінської діаспори                | Нассіру Аріфарі Бако (Nassirou Arifari Bako)            |      |               |               |        |        |         |
|         | Міністерство кліматичних змін, знеліснення і захисту природних ресурсів                                    | Рафаель Еду (Raphael Edou)                              |      |               |               |        |        |         |
|         | Міністерство комунальних служб, праці, адМіністерствоативної і державної реформи                           | Абубакар Яя (Aboubakar Yaya)                            |      |               |               |        |        |         |
|         | Міністерство культури, писемності, ремесел і туризму                                                       | Жан-Мішель Ерве Абімола (Jean-Michel Herve Abimbola)    |      |               |               |        |        |         |
|         | Міністерство молоді, спорту і дозвілля                                                                     | Саліу Ідріссу Аффо (Saliou Idrissou Affo)               |      |               |               |        |        |         |
|         | Міністерство морської економіки та портової інфраструктури                                                 | Руфін Нансунон (Rufin Nansounon)                        |      |               |               |        |        |         |
|         | Міністерство мікрофінансування, молоді та жіночої зайнятості                                               | Марі-Лоренс Сранон (Marie-Laurence Sranon)              |      |               |               |        |        |         |
|         | Міністерство оборони                                                                                       | Теофіль Яру (Theophile Yarou)                           |      |               |               |        |        |         |
|         | Міністерство охорони здоров'я                                                                              | Акоко Дороті Кніде Газард (Akoko Dorothee Kinde Gazard) |      |               |               |        |        |         |
|         | Міністерство оцінки державної політики та приватизації                                                     | Антонін Доссу (Antonin Dossou)                          |      |               |               |        |        |         |
|         | Міністерство початкової освіти                                                                             | Ерік Куагу Нда (Eric Kouagou N'Da)                      |      |               |               |        |        |         |
|         | Міністерство промисловості, торгівлі та бізнесу                                                            | Франсуаза Ассогба (Francoise Assogba)                   |      |               |               |        |        |         |
|         | Міністерство розвитку, економічного аналізу і прогнозування                                                | Марсель Ален де Соуза (Marcel Alain de Souza)           |      |               |               |        |        |         |
|         | Міністерство сільського і лісового господарств                                                             | Ісса Азізу (Issa Azizou)                                |      |               |               |        |        |         |
|         | Міністерство сім'ї, соціальних справ, національної солідарності, інвалідів і людей похилого віку           | Наомі Азарія (Naomie Azaria)                            |      |               |               |        |        |         |
|         | Міністерство юстиції                                                                                       | Валентин Дженонтін-Агоссу (Valentin Djenontin-Agossou)  |      |               |               |        |        |         |